# Neisseria cinerea
Neisseria cinerea – Gram-ujemna bakteria opisana po raz pierwszy w 1906 jako Micrococcus cinereus. Występuje w gardle środkowym ludzi oraz makaków królewskich.

## Hodowla i morfologia

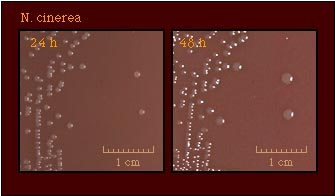
Zdjęcie przedstawiające kulturę bakteryjną N. cinerea w 24 i 48 godzinie hodowli

N. cinerea może rosnąć na agarze z krwią oraz na agarze czekoladowym, jej kolonie osiągają średnicę 1 milimetra po 24 godzinach hodowli. Kolonie niektórych szczepów podlegają autolizie. Do wzrostu wymaga aminokwasów cysteiny, cystyny, proliny oraz argininy. N. cinerea wytwarza kwas z glukozy, który następnie utlenia do CO2, w związku z czym nie jest on wykrywany. Nie jest zdolna do produkcji kwasu z maltozy, sacharozy, laktozy, fruktozy ani mannitolu. Wykazuje przystosowanie do redukcji azotynów, ale nie azotanów. Wytwarza również katalazę.    

## Błędy w klasyfikacji
N. cinerea często jest błędnie klasyfikowana jako Neisseria gonorrhoeae w związku z kilkoma podobieństwami pomiędzy tymi dwoma gatunkami:
- Kolonie N. cinerea są podobne w wyglądzie i rozmiarze do kolonii gonokoków, mogą również rosnąć na podłożach selektywnych służących od identyfikacji N. gonorrhoeae
- Tak jak kolonie gonokoków, kolonie N. cinerea charakteryzują się niejednolitym rozmiarem
- Fermentacja glukozy jest praktycznie niewykrywalna u N. cinerea, przez co może zostać sklasyfikowana jako szczep gonokoków niezdolny do metabolizmu glukozy
- Obie bakterie są wykrywane w infekcjach podobnych tkanek takich jak spojówka dzieci

Ponadto, może zostać błędnie sklasyfikowana jako Moraxella catarrhalis lub Neisseria flavescens.

## Chorobotwórczość
Neisseria cinerea jest uznawana za bakterię komensalną. Odnotowano natomiast pojedyncze przypadki wywoływanych przez nią chorób, m.in. zapalenie otrzewnej, zapalenie spojówki, zapalenie odbytnicy, zapalenie opon mózgowo-rdzeniowych.